# Stanisław Trzeciak
Stanisław Trzeciak (ur. 25 października 1873 w Rudnej Wielkiej, zm. 8 sierpnia 1944 w Warszawie) – polski duchowny katolicki, działacz społeczny, doktor teologii, profesor; w okresie dwudziestolecia XX wieku jeden z czołowych polskich antysemitów. Za działalność w trakcie II wojny światowej oskarżany przez historyków o kolaborację.

## Życiorys

### Wczesne lata
Pochodził z chłopskiej rodziny Jana i Katarzyny z Majcherów. Ukończył gimnazjum w Rzeszowie, seminarium duchowne w Przemyślu, gdzie w 1898 otrzymał święcenia kapłańskie, studia teologiczne na Uniwersytecie we Fryburgu Bryzgowijskim oraz w Wiedniu, Rzymie, Krakowie (doktorat z teologii) i Jerozolimie. W latach 1903–1905 prowadził w Egipcie i Palestynie prace badawcze nad tamtejszą przyrodą, topografią krain biblijnych, warunkami klimatycznymi i chorobami, zwłaszcza trądem, a także badał psychikę i kulturę narodów Bliskiego Wschodu. W latach 1906–1907 sekretarz konsystorza biskupiego w Przemyślu. Od 1907 do 1918 profesor Akademii Duchownej w Petersburgu. W 1912 został członkiem Cesarskiego Rosyjskiego Towarzystwa Archeologicznego. Badania nad zwalczaniem trądu prowadził również w Bergen, a ich wyniki opublikował na światowej wystawie higienicznej w Petersburgu. Był współredaktorem „Przeglądu Kościelnego” oraz współpracownikiem „Monumenta Judaica”. Jego publikacje opisywały badania nad problemami wierzeniowymi, kwestiami żydowskimi i kulturą narodów Bliskiego Wschodu, a rezultatem tej działalności były państwowe odznaczenia polskie, rumuńskie, węgierskie, jugosłowiańskie i niemieckie.
W czasie I wojny światowej był współzałożycielem Polskiego Towarzystwa Pomocy Ofiarom Wojny. W czerwcu 1918 powrócił do kraju. Brał udział w obronie Lwowa. W 1921 zainicjował akcję mającą na celu pomoc dzieciom powracającym z Rosji.
W latach 1923–1928 proboszcz w parafii w Dębowcu. W 1923 otrzymał godność Szambelana Jego Świątobliwości Ojca św.. Od 1928 rektor kościoła św. Jacka w Warszawie, następnie proboszcz parafii św. Antoniego z Padwy. Był jednym z założycieli prometejskiej placówki – Instytutu Wschodniego w Warszawie. W latach 1926–1939 zasiadał w zarządzie tej placówki, był również wykładowcą funkcjonującej w murach Instytutu Szkoły Wschodoznawczejpotrzebne źródło.

### Działalność publiczna w okresie międzywojennym
Ksiądz Trzeciak jest uważany za czołowego teoretyka akcji antysemickiej w Polsce. Ściśle współpracował ze Związkiem Popierania Polskiego Stanu Posiadania, który był organizacją propagującą ideologię ONR. Bezpośrednio przed wybuchem wojny zbliżył się zwłaszcza do frakcji ONR-ABC. W wyborach samorządowych, do których ONR szedł z hasłem „odżydzenia Warszawy”, poparł to teoretycznie nielegalne ugrupowanie. W swoich przemówieniach nawoływał do usunięcia wszystkich Żydów z Warszawy. W marcu 1939 roku na łamach Małego Dziennika wychwalał Hitlera, który jego zdaniem kontynuował antyżydowskie ustawodawstwo Kościoła katolickiego. Sądził, że Żydzi w Polsce, podobnie jak w III Rzeszy, powinni mieszkać wyłącznie na terenie odizolowanych gett i mieć obowiązek noszenia oznaczeń na odzieży, na przykład w postaci żółtych łat. Po jednym z odczytów Trzeciaka narodowiec Jan Antczak zabił w Łodzi przechodnia, zadając mu pięć ciosów nożem.
Był zwolennikiem ograniczenia, a następnie całkowitego zakazu prawnego uboju rytualnego – szechity. Wbrew opinii Rabinatu Warszawskiego i całej społeczności żydowskiej uważał, że rytualny ubój nie jest wymagany przez prawo Mojżeszowe. Taka działalność była postrzegana jako przejaw walki o humanitarny ubój bydła lub jako wynikająca z antysemickich poglądów księdza. W opinii Trzeciaka ubój rytualny stanowił źródło znacznych dochodów dla gmin żydowskich i formę ekonomicznego wyzysku ludności chrześcijańskiej. Znaczny udział Żydów w branży mięsnej miał powodować, że 95–100% bydła było ubijane rytualnie, co biorąc pod uwagę fakt, że od jednego zwierzęcia gmina otrzymywała od kilku do 10 zł, powodowało znaczną podwyżkę ceny mięsa. Przytaczane przez Trzeciaka dane miały świadczyć, że dochody z szechity stanowiły blisko 50% wszystkich dochodów żydowskich gmin wyznaniowych w II RP. Trzeciak został powołany przez komisję sejmową jako rzeczoznawca; jego ówczesne wystąpienie zostało opublikowane w broszurze Ubój rytualny czy mechaniczny? Opinia rzeczoznawcy wypowiedziana na posiedzeniu Komisji Administracji i Gospodarki Sejmu Polskiego 5 III 1936 (Warszawa 1936).
Zdaniem Żydów i niektórych przedstawicieli rządu konsekwencją wprowadzenia zakazu byłoby zmniejszenie konsumpcji mięsa przez ortodoksyjnych wyznawców judaizmu, którzy uważali, że mięso nie pochodzące z uboju rytualnego nie może być spożywane. Zakaz prowadziłby także do zwolnienia kilkudziesięciu tysięcy pracowników rzeźni i likwidacji pokaźnej branży gospodarki. Ekonomiści uważali, że zakaz nie ma żadnego uzasadnienia ekonomicznego. Pomysłodawcy zakazu nie ukrywali, że ich celem jest przede wszystkim ograniczenie udziału Żydów w życiu gospodarczym. Ostatecznie, pomimo protestów społeczności żydowskiej, ustawa o zakazie powszechnego uboju rytualnego weszła w życie 1 stycznia 1937. Stosowanie szechity zostało ograniczone tylko dla potrzeb religijnych. Końcowy kształt ustawy był łagodniejszy niż ten, który postulował Trzeciak. Regulacja doprowadziła jednak do spadku wpływów gmin żydowskich, co utrudniło ich działalność w zakresie edukacji czy pomocy ubogim. Uchwalenie ustawy uznaje się za jeden z największych sukcesów Trzeciaka.
Jeszcze przed wojną nawiązał współpracę z narodowo-socjalistycznym Institut zur Erforschung der Judenfrage i brał udział w zjazdach tej organizacji. Twórcą tego należącego do NSDAP instytutu był Alfred Rosenberg. Nawiązane tam kontakty pomogły mu już w trakcie okupacji. Sporządził ekspertyzę, mającą obronić szwajcarskich antysemitów przed wymiarem sprawiedliwości.

### Okres II wojny światowej
W październiku 1939 był członkiem założycielem proniemieckiej, antysowieckiej i antysemickiej Narodowej Organizacji Radykalnej, w której wraz z Władysławem Studnickim tworzył frakcję umiarkowanych, przeciwnych politycznym koncepcjom Erazma Samborskiego i Andrzeja Świetlickiego oraz pronazistowskiemu eksterminacyjnemu antysemityzmowi Stanisława Brochwicza. Związek Walki Zbrojnej wymieniał jego nazwisko w kontekście organizacji pogromów w Warszawie z marca 1940.
Podczas okupacji miał przyjazne kontakty z Niemcami zbudowane w oparciu o jego antysemityzm. Według jednego z opracowań AK był współpracownikiem Gestapo. Swoje relacje z okupantem wykorzystywał do pomocy znajomym. Dzięki znajomościom udało mu się uratować osadzonego w obozie w Kołatowie na Litwie płk. Ignacego Oziewicza. Ksiądz Trzeciak pracował w Propagandabteilung jako specjalista od spraw żydowskich (Wojciech Muszyński twierdzi jednak, że nie ma na to żadnych dowodów) i jego antysemickie artykuły były publikowane na łamach prasy wydawanej przez okupanta. Cytaty z jego książek umieszczano na nazistowskich plakatach antysemickich.

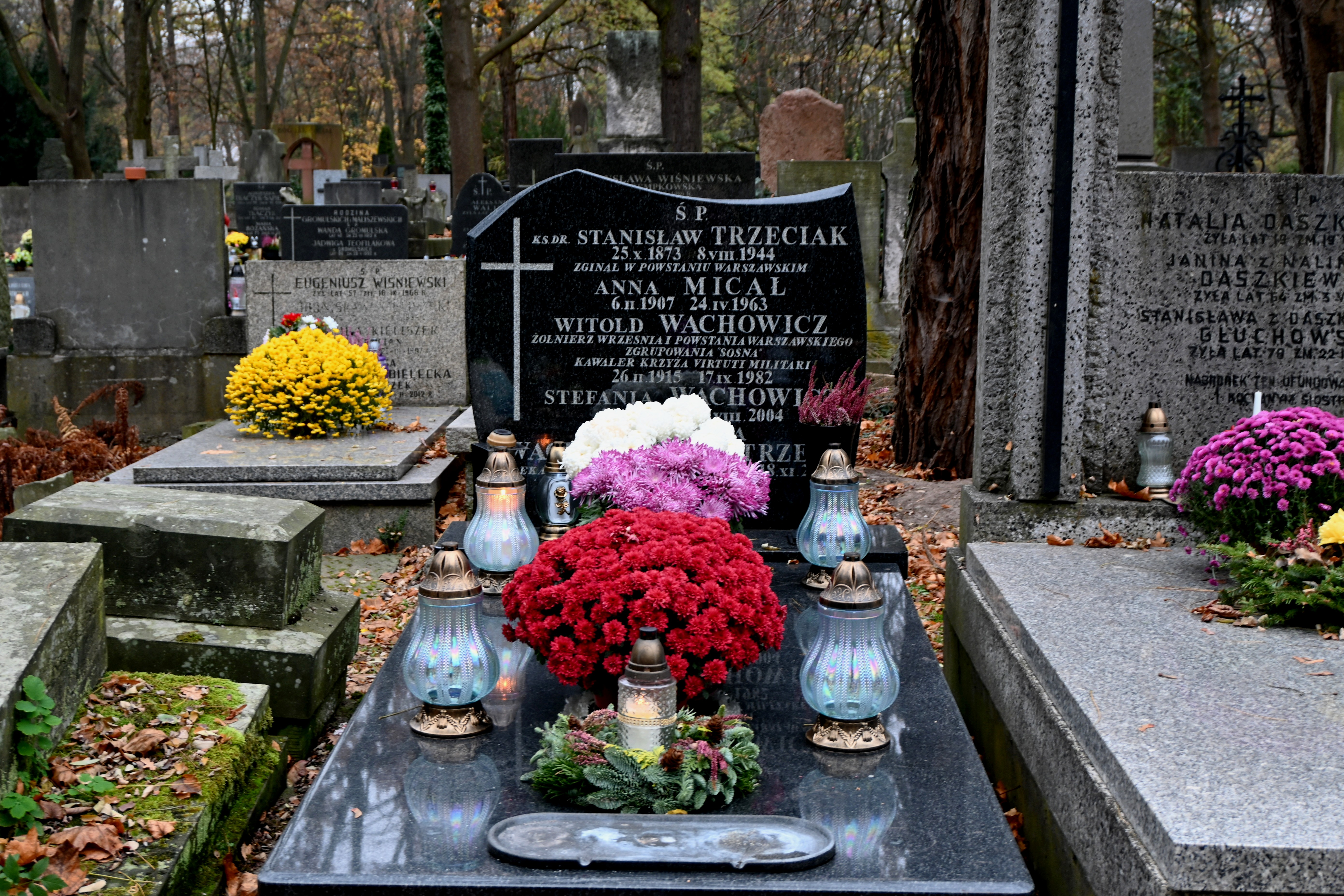
Grób ks. Stanisława Trzeciaka na Cmentarzu Powązkowskim w Warszawie

22 marca 1941 roku złożył donos w Sicherheitsdienst na Tadeusza Pudra, duchownego katolickiego pochodzenia żydowskiego, którego treść potwierdził w rozmowie z untersturmführerem SS Karlem Georgiem Brandtem, późniejszym katem getta warszawskiego. Na skutek donosu Puder został aresztowany i osadzony w więzieniu Gestapo na Rakowieckiej. Zdaniem Muszyńskiego ks. Trzeciak tylko potwierdził to, co już wiedzieli Niemcy o ks. Pudrze, nie dostarczając żadnych nowych informacji.
Po wybuchu powstania warszawskiego w kościele św. Antoniego schroniło się wielu mieszkańców okolicznych domów, którzy liczyli, że szanowany przez Niemców proboszcz uchroni ich przed śmiercią. W przekonaniu tym umacniał ich zresztą sam ks. Trzeciak. W dniu 7 sierpnia 1944 Niemcy po raz pierwszy pojawili się w kościele, jednak proboszcz zdołał ich przekonać, aby pozostawili ludność w spokoju. Podlewski podaje, że ksiądz Trzeciak pokazał wówczas żołnierzom wysokie niemieckie odznaczenie (nadane mu jeszcze przed wojną) oraz jakieś papiery. Już następnego dnia Niemcy powrócili jednak, aby dokończyć wypędzanie mieszkańców ulicy Senatorskiej. Zgromadzonych w kościele uchodźców pognano na Wolę, a stamtąd do obozu w Pruszkowie. W trakcie marszu na Wolę zamordowano co najmniej 10 osób. Jedną z ofiar był ks. Trzeciak – zastrzelony przez szeregowego żołnierza. Został pochowany na Cmentarzu Powązkowskim w Warszawie (kwatera 288-1-19).

## Antysemityzm Trzeciaka
Napisał kilkadziesiąt książek, w tym wiele poświęconych kwestii żydowskiej. Większość jego twórczości miała charakter polityczny i antysemicki. Podzielał i propagował spiskowe teorie antysemickie, w myśl których istnieje światowy spisek wpływowych środowisk żydowskich przeciwko cywilizacji łacińskiej i katolicyzmowi, a Żydzi dążą do zdobycia władzy nad światem. Był przekonany o autentyczności Protokołów mędrców Syjonu.
Wygłaszał wykłady na terenie całej Polski. Po jego wykładach często dochodziło do ekscesów antysemickich.
Ks. Trzeciak swój antysemityzm budował m.in. w oparciu o falsyfikat „Protokoły mędrców Syjonu”. W roku 1936 chwalił geniusz Hitlera, domagał się, by na mocy prawa pozbawić Żydów majątków, a następnie wydalić z kraju. Uważał, że ochrzczony Żyd jest gorszy od nieochrzczonego, ponieważ przybiera jedynie formę katolicką, ale duch nadal pozostaje żydowski. Największym grzechem Żydów było jego zdaniem utworzenie ideologii komunistycznej. W marcu 1939 r. stwierdził na łamach Małego Dziennika, że Hitler swój program czerpie z encyklik papieskich. Pisał także o dyktatorze, że ma on „wzory wśród Wielkich papieży, którzy zwalczali złość żydowską, ma on wzory wśród świętych, ma opatrznościowe posłannictwo, by poskromić złość żydowską i uratować ludzkość od żydo-komuny”. 
Duchowny nie wierzył w szczerość nawróceń Żydów na chrześcijaństwo. Uważał, że „Żydzi ochrzczeni oddają żydostwu niewymowne usługi, pracuj po cichu wprawdzie, ale pożytecznie dla sprawy żydowskiej, bez nich Izrael [...] nie mógłby wejść do duszy i serc narodów rdzennych”.
Wojciech Muszyński podał, że w czasie wojny Trzeciak przyczynił się do uratowania wielu żydowskich dzieci. W opinii Libionki i Grabowskiego brak jest źródeł twierdzących, że ksiądz Trzeciak pomagał Żydom podczas wojny. Jedynym przekazem stawiającym w wątpliwość antysemityzm księdza Trzeciaka jest pochodząca z drugiej ręki relacja zakonnicy Wandy Garczyńskiej, według której miał on powiedzieć siostrze zakonnej prowadzącej szkołę z internatem, że mając wybór pomiędzy zapewnieniem miejsca dla dzieci katolickich lub żydowskich, powinna pomóc dzieciom żydowskim. W ten sposób bowiem siostra uratuje życie dzieciom żydowskim, a dzieci katolickie mogą znaleźć inną szkołę z internatem.

## Ordery i odznaczenia
2 października 1933 Komitet Krzyża i Medalu Niepodległości odrzucił wniosek o nadanie mu tego odznaczenia „z powodu braku pracy niepodległościowej”, natomiast na posiedzeniu 25 czerwca 1938 Komitet ponownie odrzucił wniosek z powodu „ujemnej opinii”.
- Krzyż Oficerski Orderu Odrodzenia Polski – 2 maja 1923 „w uznaniu zasług, położonych dla Rzeczypospolitej Polskiej na polu pracy filantropijnej"[42][43][44]
- Krzyż Walecznych[43]
- Odznaka Pamiątkowa Więźniów Ideowych[45]
- Krzyż Komandorski Orderu Korony Rumunii[43]
- Krzyż Komandorski węgierskiego Orderu Zasługi[43]
- Krzyż Oficerski jugosłowiańskiego Orderu św. Sawy[43]

W latach 30. otrzymał z rąk kanclerza Niemiec Hitlera najwyższe odznaczenie III Rzeszy przyznawane za zasługi wojenne lub cywilne, Order Zasługi Orła Niemieckiego, „za wyjątkowo humanitarną postawę w stosunku do jeńców niemieckich w czasie I wojny światowej”.

## Wybrane publikacje
- Wrażenia z podróży do Egiptu (Poznań 1904)
- Literatura i religia u Żydów w czasach Chrystusa Pana (Warszawa 1911)
- Rozwój naturalny Chrystianizmu z innych religii albo Teorye pana Andrzeja Niemojewskiego w świetle nauki (Petersburg 1912)
- Talmud, bolszewizm i projekt prawa małżeńskiego w Polsce (Warszawa 1932)
- Żyd jako obrońca ślubów cywilnych i rozwodów dla katolików (Warszawa 1932)
- Mesjanizm a kwestia żydowska (Warszawa 1934)
- Program światowej polityki żydowskiej/konspiracja i dekonspiracja (Warszawa 1936)
- Pornografia narzędziem obcych agentur (Warszawa 1938)
- Talmud o gojach a kwestia żydowska w Polsce (Warszawa 1939), (Krzeszowice 2000) ISBN 83-88020-31-5